# Ікімба
Ікімба — озеро в Танзанії, розташоване у регіоні Кагера неподалік від озера Вікторія, південніше — озеро Бурігі, найближче місто — Букоба, північно-західніше — село Каторо.